# NGC 7434
NGC 7434 је елиптична галаксија у сазвежђу Рибе која се налази на NGC листи објеката дубоког неба.
Деклинација објекта је - 1° 11' 0" а ректасцензија 22h 58m 21,4s. Привидна величина (магнитуда) објекта NGC 7434 износи 15,1 а фотографска магнитуда 16,1. NGC 7434 је још познат и под ознакама MCG 0-58-16, CGCG 379-17, NPM1G -01.0581, PGC 70145.